# Yoï Crosse
Cornelia Edith Crosse, detta Yoï (Tállya, 30 luglio 1877 – Firenze, 31 ottobre 1944), è stata una modella e scrittrice britannica.
È nota anche come Yoï Maraini o con il nome d'arte di Yoï Pawlowska.

## Biografia
Figlia dell'inglese Andrew Frederick Crosse (1852-1925) (figlio di Andrew Crosse e della seconda moglie Cornelia Augusta Hewett Berkeley) e della polacca Emilia Pawlowszky (1854-1892) (figlia di Johann von Jaroslaw-Pawlowszky e di Maria Winkler), nacque in Ungheria, dove il padre si occupava di agricoltura. Yoï aveva due sorelle ed un fratello più piccoli: Gabriella Mathild Crosse (1879-?), Alfred Cromwell Crosse (1882-?) e Wilhelmine Hedwig Crosse (1885-?).
Sposò nel 1896 in primo matrimonio James Francis Buckley, originario di Bryncaerau, Llanelli, dal quale ebbe due figli: Wilma Susan Morwen Buckley (12 novembre 1899-?) e Gabriel James Ifor Buckley (16 ottobre 1904-?). Sposò a Londra il 26 marzo 1914 lo scultore Antonio Maraini, del quale era la modella. Dalla loro unione nacquero Fosco Maraini e Grato Maraini. Sin dal 1912 visse con il marito a Firenze, assiduamente presente nei circoli intellettuali della città.

## Opere
- A year of strangers, 1911
- Those that dream, 1912
- In a grain of sand, 1922
- Little dressmakers in love, 1925